# Delias ellipsis
Delias ellipsis is een vlindersoort uit de familie van de Pieridae (witjes), onderfamilie Pierinae.
Delias ellipsis werd in 1901 beschreven door Joannis.